# Convento della Madonna del Carmine
Il convento di Santa Maria del Carmine è sito in contrada Santa Maria del Carmine presso Palmoli in provincia di Chieti, nella zona chiamata un tempo "dei Vignali". 
È un santuario dedicato al culto cattolico mariano, meta di pellegrinaggi: ancor oggi vengono a piedi da Frosolone, Roccavivara, Montefalcone, Dogliola.

## Storia
Il santuario Madonna SS. del Carmine è di origine antichissima.
Secondo il sacerdote palmolese don Domenico D'Adamio, poi canonico a Vasto, conoscitore di cose palmolesi, il santuario di Palmoli risale al duecento e sarebbe il più antico santuario dedicato alla Vergine nei dintorni (la documentazione è andata distrutta).
All'inizio il santuario era una piccola chiesa rurale extra moenia (fuori le mura) con l'entrata a lato rispetto all'attuale chiesa ed era grancia e badia arcipetrale della chiesa matrice ricettizia innumerata di S. Maria delle Grazie.
Il nome originario del santuario fu “S. Maria del monte Carmelo”; ma sotto l'influsso della dominazione spagnola nel Regno di Napoli, subentrò il titolo di “S. Maria del Carmine”. Spesso, però, compaiono indifferentemente ora l'uno ora l'altro.
Nei lavori di ristrutturazione della cantoria sopra la porta di ingresso, eseguiti su disegno e sotto la direzione dell'ing. Silvino Cieri nel 1948, fu rinvenuta una nicchietta con ampolle contenenti olio, vino e sale (a propiziazione, come si usava allora) e la data 1525, che potrebbe riferirsi o alla costruzione della cantoria o all'ampliamento della chiesa.
La più antica documentazione scritta ora in possesso, data ai 14 maggio 1568, quando mons. Oliva, arcivescovo di Chieti (1568 e 1576) proveniente da Tufillo, facendo la visita pastorale a “Palmore”, Ecclesiam S. Maria del Carminio, cuius est rector Rev.mus Dominus Joannes Antonius de Sangro, satis actam custodiam vidit (vide la chiesa di S. Maria del Carmine, di cui è rettore il don Giovanni Antonio di Sangro, abbastanza ben tenuta e custodita).
Nel 1583, per opera dei frati minori osservanti di san Francesco, accanto al santuario sorge il convento di S. Maria del Monte Carmelo che accrebbe il decoro, il culto e il prestigio.
Per tutto il '600, il '700 e quasi tutto l'800, il santuario fu meta di pietà popolare e anche luogo di sepoltura.
Il 26 gennaio 1662, vi viene seppellito “omni qua decet funerali pompa” (coi più solenni funerali, quali si conveniva) il primo barone di Palmoli, Camillo Severino.
E all'ombra del santuario santamente visse e vi morì ai 18 gennaio 1696 il beato frà Girolamo da Palmoli, dei frati minori osservanti.

### Il convento S. Maria di Monte Carmelo e i frati francescani
Nel 1583, la parrocchia di S. Maria delle Grazie di Palmoli cedette la chiesa S. Maria del Carmine ai frati minori osservanti della provincia di S. Ferdinando di Puglia, I quali vi costruirono a fianco il convento che in un primo tempo prese il nome di S. Maria di Loreto e quindi quello di S. Maria del Monte Carmelo.
Con l'avvento dei francescani, la vita e le sorti del santuario e del convento s'intrecciano.
Il santuario acquistò lustro e importanza, grazie anche alle simpatie e alla protezione della famiglia Severino di Napoli, marchese di Gagliati e barone di Palmoli, arricchendosi di opere pregevoli, quali la statua ligne policroma di sant'Antonio da Padova, il quadro della Vergine del Carmine con i santi Sebastiano e Antonio da Padova, il quadro della Madonna del Rosario con san Domenico e santa Caterina da Siena.
Il 30 aprile 1854, per l'interessamento del padre guardiano fra Sebastiano da Celenza, arrivò l'attuale statua della Madonna del Carmine, dono di don Domenico Severino Longo, marchese di Gagliati e barone di Palmoli, in sostituzione della precedente ormai fatiscente.
Aperto e chiuso varie volte, fu chiuso definitivamente nel 1886 e convento e santuario furono incamerati dallo Stato, che li cedette nel 1869 al comune di Palmoli, il quale nominò custodi o eremiti per la gestione, senza destinarlo ad alcun uso.
Il santuario, meta di pellegrinaggi alla Vergine, si conservò abbastanza bene, il convento deperì a tal punto che fu ridotto per i ¾ ad un cumulo di macerie.

### Il collegio S. Famiglia e i “Figli della S. Famiglia”

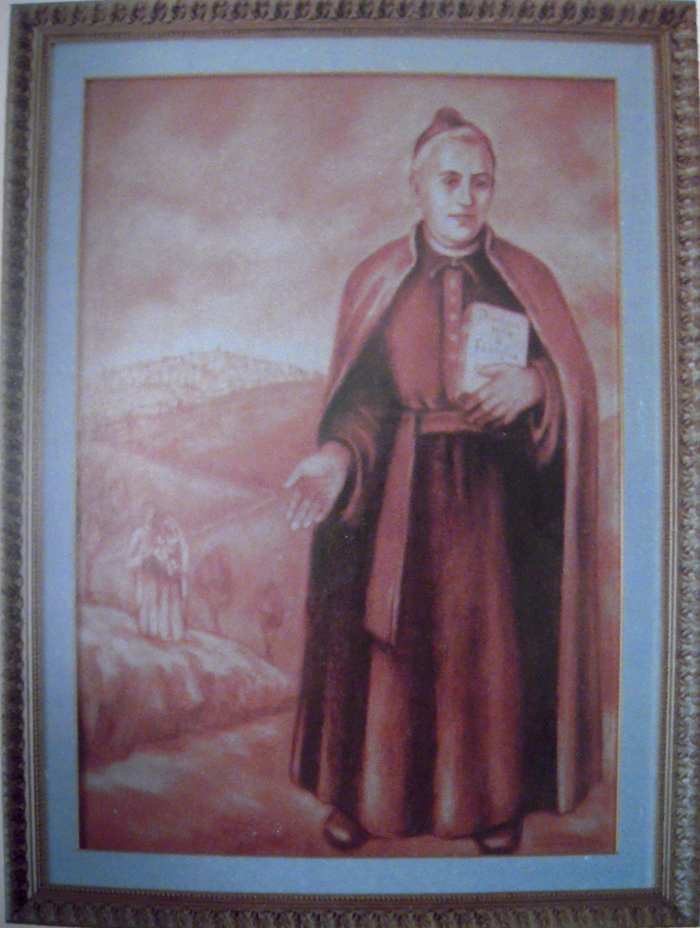
Beato Giuseppe manyanet, fondatore dei figli e delle figlie della S. Famiglia. Quadro a "sanguigna" della pittrice palmolese Paola Bolognese.

Nel 1937, i figli della S. Famiglia fondati in Spagna dal beato Giuseppe Manyanet (1833-1901), profughi dalla guerra civile spagnola, desiderosi di aprire in Italia una casa di formazione per aspiranti alla vita religiosa e al sacerdozio, chiesero ed ottennero dall'arcivescovo di Chieti, Giuseppe Venturi, il diruto convento del Carmine, avendo i frati minori della provincia apruntina di S. Bernardino da Siena rinunciato ad ogni diritto di rivalsa.
La Congregazione dei figli della S. Famiglia pagò al comune di Palmoli la somma di ₤ 10000.
Il 3 maggio 1939, espletate tutte le formalità, convento e santuario, con l'orto e le rispettive adiacenze, furono ceduti in perpetuo dallo stesso arcivescovo ai figli della S. Famiglia.
Nonostante le difficoltà della II guerra mondiale, con 60 aspiranti da mantenere, sotto la guida del superiore generale, padre Antonio Samà, riuscirono a ricostruire e ristrutturare il vecchio convento ed abbellire il santuario.
Il vecchio convento fu inaugurato, sotto il nome di collegio S. Famiglia, il 16 ottobre 1938 dal superiore generale padre Antonio Samà e dall'arcivescovo di Chieti-Vasto, Giuseppe Venturi.
I lavori del santuario, iniziati il 4 novembre 1942, terminarono nel 1943, con la consacrazione del nuovo altare, il 15 agosto, sempre da parte di Giuseppe Venturi.
Durante gli ultimi anni del conflitto mondiale, il collegio fu prima ospedale militare dei tedeschi e poi sede del comando alleato.
Il 28 luglio 1963, in occasione della prima festa centenaria in onore della Madonna del Carmine, la venerata Immagine fu incoronata di corona d'oro, a nome di papa Paolo VI, da Luigi Traglia, suo vicario, giunto per l'occasione da Roma.
Nella notte tra l'8 e il 9 maggio 1976, approfittando della grande bufera scatenatasi nella zona, ignoti ladri rubarono le corone della Vergine e del bambino, il prezioso collier, gli orecchini d'oro.
Nel 1978, venute a mancare le vocazioni, i pochi aspiranti nell'Istituto Nazareth a Roma e il Collegio rimase con solo due o tre sacerdoti in cura del Santuario e della parrocchia, situazione ancora attuale.

## La Sacra Immagine

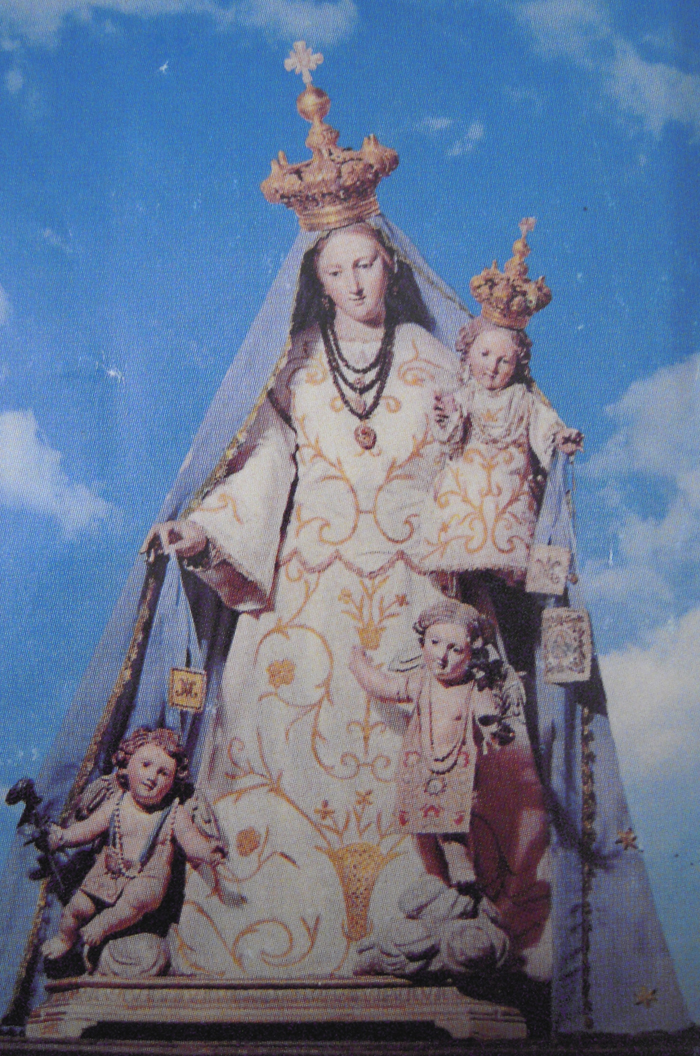
Statua della Madonna del Carmine

La statua originale, antica, molto più simile alle varie immagini classiche della Madonna del Carmine, è stata sostituita dall'attuale, opera napoletana del diciannovesimo secolo, che ha una certa somiglianza con la statua della Madonna delle grazie della parrocchia di Palmoli.
Per l'interessamento del padre guardiano fra Sebastiano da Celenza, allora guardiano del convento del Carmine di Palmoli, e dono di don Domenico Severino Longo, marchese di Gagliati e barone di Palmoli, consultore di Stato di Ferdinando II di Napoli, la statua attuale fu portata ai primi di aprile del 1854 da Napoli a S. Giuliano e poi da qui a Palmoli, a spalle, da 20 uomini assistiti da due caporali, giungendo al santuario il 30 aprile 1854.
La statua della Madonna, di legno, rivestita, misura circa m. 1,40, base compresa. La Vergine, in atteggiamento accogliente, ha nella mano sinistra il bambino e con la destra porge lo Scapolare o Abitino. Ai suoi piedi, vi sono due angioletti nudi con rosa e giglio d'argento in mano, uno seduto e l'altro in piedi su due piccole nubi. Il manto originale era di ornesino celeste, foderato di levantina color carmelitano, trapunto con 30 stelle ricamate. Grazie alla pietà popolare, altri manti più o meno preziosi son venuti ad aggiungersi, oltre alle nuove corone d'oro, per impegno diretto di padre Beniamino Maurizio s.f.
Nelle feste in onore della Vergine del Carmine, la statua rivestita delle vesti più nuove e di preziosi, viene portata a braccia dalle donne, che si contendono quest'onore.

## Il santuario

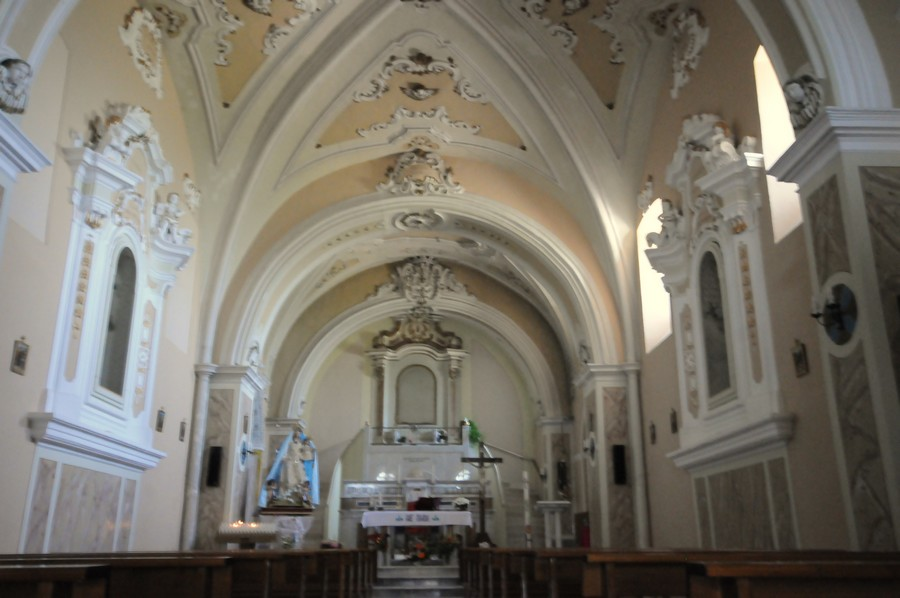
interno del santuario Madonna del Carmine

L'impianto della chiesa è a navata unica con soffitto a capriate, abside e volta a crociera. Sulle pareti vi sono dei dipinti murali e degli affreschi votivi, nonché degli altari minori in legno.
Il portale della chiesa è tra due paraste sormontato da due finestre. La facciata è a capanna.
Il campanile è posto alla sinistra della facciata ed ha base quadrangolare. il convento presenta delle finestre su tre livelli di cui, quelle sui due livelli superiori sono suddivise da paraste ed incorniciate. Le finestre sul secondo livello sono ad arco ribassato.

## Le feste

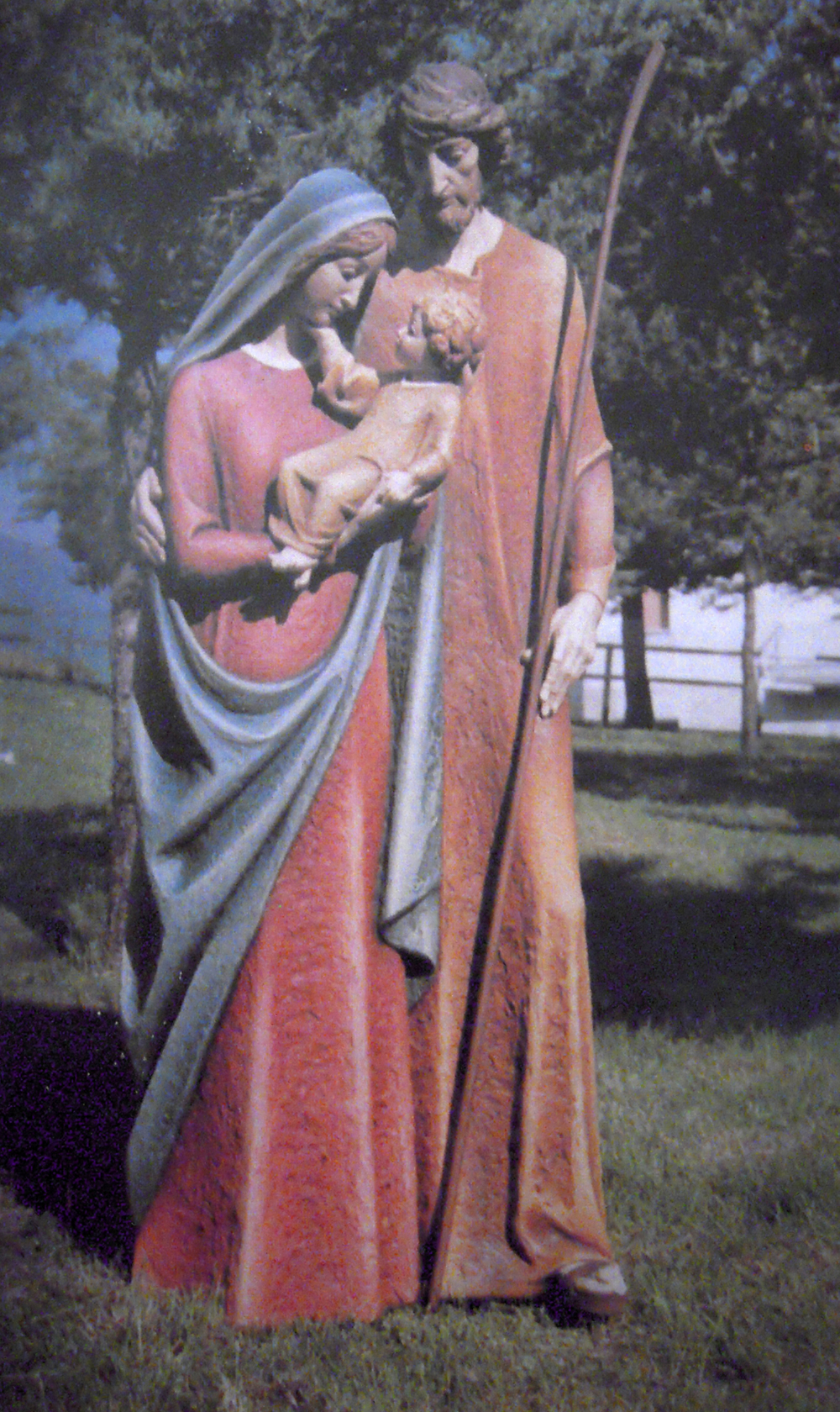
Gruppo della S. Famiglia dello scultore Demez di Ortisei in Val Gardena. Statua in vetroresina.

- 1ª domenica di maggio: vengono in pellegrinaggio a piedi dalla vicina Dogliola, quasi a sciogliere un voto, ad impetrare, secondo il caso, la pioggia o il sole.
- 16 luglio: prima del 1956, per tradizione plurisecolare, al mattino il parroco di Palmoli scendeva in processione coi fedeli al santuario. Celebrata la messa, la processione ripartiva verso il paese, portando, sotto la calura estiva, la statua della Madonna fino alla chiesa parrocchiale, dove si celebrava la messa solenne. Da quella data si è preferito celebrare la festa della Madonna nel santuario e portare poi di sera, con temperature più gradevoli, la Madonna in parrocchia.
- 26 luglio: festa di sant' Anna, la mamma della Madonna, di cui parrocchia possiede una meravigliosa statua antica. Con la riforma liturgica vi si associa anche S. Gioacchino, suo marito, per cui la festa si può considerare la festa dei nonni.
- 27 luglio:la mattina, alle 9:30, per le vie di Palmoli, c'è la “sfilata dei granòppoli e delle pacchianelle” che, in costume tradizionale, portano donativi alla Madonna. Alle 11, la Messa solenne e la processione con la statua della Vergine per le vie della cittadina. Al pomeriggio, la vendita all'asta dei donativi in piazza Marconi. Nel tardo pomeriggio, la processione che riporta la Madonna nel suo santuario.
- 26 agosto: Fiera del Carmine.